# Катонивере, Уильям
Рату Уильям Маивалили Катонивере (англ. Wiliame Katonivere; род. 20 апреля 1964, Сува) — политический деятель Фиджи. Президент Фиджи с 12 ноября 2021 по 12 ноября 2024 года.

## Биография
Уильям Катонивере родился 20 апреля 1964 года в Больнице Колониал Вар Мемориал в Суве в семье Рату Сосо Катонивере и Самануну Ботейвивы и был самым младшим из семи братьев и сестёр. Учился в фиджийской школе Драиба, а затем поступил в Колледж Буа и закончил его в 1981 году.

### Карьера
В 1984 году Уильям Катонивере присоединился к Королевским вооружённым силам Фиджи, где в составе ЮНИФИЛ участвовал в двух операциях на Ближнем Востоке. Он также служил командиром в Вануа-Леву. Имеет звание подполковника.
С 2013 года был главой провинции Макуата, сменив своего старшего брата Айсеа Катонивере, и ранее участвовал в инициативах по сохранению Большого Морского рифа.
С 2020 по 2021 год был председателем группы компаний Pine, в которую входят Fiji Pine Limited, Tropik Wood Industries Limited и Tropik Wood Products Limited. Уильям Катонивере также является членом совета директоров Fiji Airports, Fiji Sugar Corporation и Rewa Rice Ltd.

### Президент Фиджи
До того, как стать президентом, Катонивере ушёл со всех должностей в совете директоров, которые он ранее занимал. Уильям Катонивере был выдвинут от партии «FijiFirst» на пост президента Фиджи премьер-министром Франком Мбаинимарамой, в то время как Теймуму Кепа была выдвинута от Социал-демократической либеральной партии оппозиционным парламентским организатором Линдой Табуей. Уильям смог заручиться поддержкой большинства депутатов в первом туре голосования, набрав 28 голосов и победив Теймуму Кепу. Депутат от оппозиции Мосес Булитаву из Социал-демократической либеральной партии также проголосовал за Катонивере.
12 ноября 2021 года Уильям Катонивере был приведён к присяге в качестве шестого президента Фиджи, сменив Джиодзи Конроте. Он является самым молодым человеком, вступившим в эту должность (57 лет), а также является вторым президентом из Северного округа (после Пенаиа Нганилау, руководившим страной в 1987—1993 годах). Уильям принял официальную присягу перед спикером Епели Наилатикау.
23 октября 2024 года Катонивере отказался баллотироваться на второй президентский срок.

## Личная жизнь
Родом из деревни Надури, Макуата (Вануа-Леву). Женат на Филомене Катонивере, у пары двое детей и трое внуков.